# George Robertson Dennis
George Robertson Dennis (ur. 8 kwietnia 1822, zm. 13 sierpnia 1882) – amerykański polityk związany z Partią Demokratyczną.
W latach 1873–1879 był przedstawicielem stanu Maryland w Senacie Stanów Zjednoczonych.